# Krčica
 Krčica je potok na severovzhodu avstrijske Koroške, levi pritok Krke. Ime je slovenskega izvora, po katerem lahko vidimo, da so vodotok Karantanci poimenovali kot “malo Krko”. Krčica nastane na območju Getemberga ob sotočju Hörfeldbacha (ali Stajerskega potoka) in Mosinzbacha. Je nekdanji odtok Hörfeldmoora, naravnega rezervata po Ramsarski konvenciji. Pod Getembergom (Hüttenbergom) teče Krčica skozi ozko dolino, ki se razširi šele pri Möselu. Pri Mostiču se izliva v Krko na nadmorski višini 498 m. Teče po celotni dolžini Doline Krčice in prejema na levi s Svinške planine prihajajoče pritoke, kot je Löllinger Bach, na desni pa potoke iz precej nižjega Mostiškega (Brückler) in Kotarškega (Guttaringer) hribovja.

## Hidrogeografija
Pretočni režim Krčice je jesensko-snežni, ima dva maksimuma v pozni pomladi in jeseni. Povodje zajema približno 315 km ². Povprečni pretok vode na ustju znaša 3,8 m3 / s. Krčica je le zmerno onesnažena in ima I-II kakovostni razred vode. Eko-morfološko stanje je mogoče opisati kot malo prizadeto, z izjemo lokalnih območij Getemberga, Mali Šentpavel in Mostič.
V Krčici se pojavljajo različne ribe, med njimi zlasti potočna postrv.